# دندرو ویتفیلد
دندرو ویتفیلد (انگلیسی: Dondré Whitfield؛ زادهٔ ۲۷ مهٔ ۱۹۶۹) هنرپیشه اهل ایالات متحده آمریکا است. وی از سال ۱۹۸۵ میلادی تاکنون مشغول فعالیت بوده‌است.